# Gebrekkig getal
Een gebrekkig getal of defect getal is een natuurlijk getal waarvan de som van de echte delers kleiner is dan het getal zelf.

Het getal {\displaystyle n} heet dus gebrekkig als voor de som {\displaystyle s(n)} van de echte delers van {\displaystyle n}, met {\displaystyle 1} maar zonder {\displaystyle n} zelf, geldt dat {\displaystyle s(n)<n}. Het getal {\displaystyle n-s(n)} wordt het tekort van {\displaystyle n} genoemd. Een gebrekkig getal heeft dus een positief tekort. Gebrekkige getallen werden al omstreeks het jaar 100 door Nicomachus van Gerasa in zijn Introductio Arithmeticae genoemd.
De eerste elf termen van de rij van gebrekkige getallen zijn:
{\displaystyle 1,2,3,4,5,7,8,9,10,11,13}
Er zijn oneindig veel even en oneven gebrekkige getallen.

## Voorbeelden
Wanneer het tekort van {\displaystyle n} gelijk is aan {\displaystyle 0}, spreekt men van een perfect getal; is het tekort gelijk aan {\displaystyle 1}, dan is {\displaystyle n} een bijna perfect getal. Er zijn ook getallen waarvan {\displaystyle s(n)} groter is dan {\displaystyle n}; die getallen heten overvloedig.
- {\displaystyle 8} is een gebrekkig getal, want:

• de delers van {\displaystyle 8} zijn {\displaystyle 1,2,4} en {\displaystyle 8} zelf; de echte delers zijn {\displaystyle 1,2,4}.
• {\displaystyle s(8)=1+2+4=7<8}
- {\displaystyle 6} is een perfect getal, want:

• de delers van {\displaystyle 6} zijn {\displaystyle 1,2,3} en {\displaystyle 6}.
• {\displaystyle s(6)=1+2+3=6}
- {\displaystyle 12} is een overvloedig getal want:

• de delers van {\displaystyle 12} zijn {\displaystyle 1,2,3,4,6} en {\displaystyle 12}.
• {\displaystyle s(12)=1+2+3+4+6=16>12}
- Priemgetallen, alle machten van priemgetallen en delers van perfecte getallen en van gebrekkige getallen zijn gebrekkig.

## Overzicht van de definities
| {\displaystyle n-s(n)} | naam                              |
| ---------------------- | --------------------------------- |
| {\displaystyle <0}     | overvloedig getal                 |
| {\displaystyle =0}     | perfect getal                     |
| {\displaystyle >0}     | gebrekkig getal (hier beschreven) |
| {\displaystyle =1}     | bijna perfect getal               |
Opmerking. In de literatuur wordt de definitie van gebrekkig getal ook wel gegeven met {\displaystyle \sigma (n)} als de som van alle delers van {\displaystyle n}. In dit geval is dus {\displaystyle \sigma (n)<2n}.

## Noot
1. ↑  Rij: A005100 – On-line Encyclopedia of Integer Sequences. Gearchiveerd op 22 maart 2023.